# 藤原忠宗 (藤原式家)
藤原 忠宗（ふじわら の ただむね）は、平安時代初期から前期にかけての貴族。藤原式家、左大臣・藤原緒嗣の子。官位は従五位下・備前介。

## 経歴
文徳朝の斉衡2年（855年）従五位下に叙爵し、天安元年（857年）大監物に任ぜられる。翌天安2年（858年）5月に中務少輔に任ぜられ、同年清和天皇の践祚後の9月に侍従に転任する等、文徳朝から清和朝初頭にかけて京官を歴任する。
その後、貞観4年（862年）侍従から阿波介に転じると、貞観6年（864年）備前介と地方官を務めた。

## 官歴
『六国史』による。
- 時期不詳：正六位上
- 斉衡2年（855年） 正月7日：従五位下
- 天安元年（857年） 11月25日：大監物
- 天安2年（858年） 5月11日：中務少輔。9月23日：侍従
- 貞観4年（862年） 正月13日：阿波介
- 貞観6年（864年） 正月16日：備前介